# Hospital Clínico de las Hermanas de la Caridad
El Hospital Clínico de las Hermanas de la Caridad o bien el Hospital Clínico Central (en croata: Klinički bolnički centar Sestre milosrdnice) se localiza en Zagreb (Croacia), siendo uno de los hospitales más antiguos en el sureste de Europa. 
El hospital se estableció en 1846, por iniciativa del cardenal Juraj Haulik, el arzobispo católico de Zagreb. Cambió varias veces de sede en el centro de la ciudad hasta que un campus permanente del hospital fue construido entre 1893 y 1894 por el arquitecto alemán Kuno Waidmann, en el lugar de la antigua Villa Socias y un cementerio vecino en la calle Vinogradska. 
Fue gestionado por las Hermanas de la Caridad desde 1894 hasta 1948. El emperador Francisco José visitó el hospital en 1895. 
Las hermanas controlaron el hospital hasta la confiscación luego de la Segunda Guerra Mundial, cuando fue nacionalizada por el gobierno comunista (en 1948) y recibió el nombre de Hospital Dr. Mladen Stojanovic. El nombre original fue devuelto en 1992, pero el gobierno retuvo la propiedad. Es gestionado ahora por el Ministerio de Salud.